# João de Deus (Geistlicher)

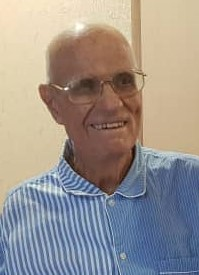
João de Deus (2019)

João de Deus Pires SDB (* 15. April 1928 in  Morais, Macedo de Cavaleiros Bragança, Portugal; † 22. September 2019 in Dili, Osttimor) war ein portugiesischer römisch-katholischer Priester, der in Osttimor tätig war.

## Werdegang
In seinem Geburtsort besuchte João de Deus, einer von sechs Brüdern, die Grundschule, danach besuchte er das Priesterseminar, wo er erstmals von Don Bosco hörte. João de Deus trat in das Priesterseminar in Mogofores ein, blieb zwei Jahre und zog dann nach Poiares da Régua. Hier lernte er Priester kennen, die nach Timor gingen, um dort als Missionare tätig zu sein. Zunächst studierte Deus aber in Estoril Philosophie und machte in Lissabon ein Praktikum in den Werkstätten von São José. Es folgte ein Theologiestudium für vier Jahre in Barcelona.
Am 24. August 1947 legte João de Deus seine ersten Gelübde als Salesianer Don Boscos ab und wurde am 8. August 1956 zum Priester geweiht. Am 4. Januar 1958 traf er in der Kolonie Portugiesisch-Timor ein, um als Missionar zu arbeiten. Die ersten vier Jahre arbeitete João de Deus als Lehrer in der Schule der Salesianer in Dili. Dort gründete er 1963 in Gariuai die Grundschule, 1968 die Technische Schule für Landwirtschaft Fatumaca und unterstützte den Aufbau der katholischen Missionen in Baucau. Als 1975 der Bürgerkrieg in Osttimor ausbrach, ordnete die portugiesische Regierung die Evakuierung aller katholischen Missionare an. João de Deus blieb aber in Osttimor, obwohl es Drohungen gegen sein Leben gab. Ende des Jahres besetzten die Indonesier Osttimor. João de Deus wurde während des Bürgerkrieges von der FRETILIN und während der Besatzung auch von den Indonesiern festgenommen. Im osttimoresischen Widerstand gegen die Indonesier erhielt Deus den Codenamen „Liras“, was soviel bedeutet, wie „Flügel zu fliegen“. Die Kirche unterstützte die Rebellen. João de Deus schickte ihnen Versorgungsgüter. Auch leitete er Briefe von Rebellenführer Xanana Gusmão weiter.
Zusammen mit anderen katholischen Geistlichen unterstützte João de Deus während der Besatzungszeit bis 1999 die Bevölkerung. So gründeten sie Waisenhäuser in Baguia, Laga und Quelicai, um die Kriegswaisen aufzunehmen. Auch nach der Wiedererlangung der Unabhängigkeit Osttimors 2002 arbeitete João de Deus im Land weiter und gründete mehrere Schulen. In seiner aktiven Zeit taufte er mehr als 80.000 Menschen und schloss mehrere Tausende Ehen.
Nach längerer Krankheit verstarb João de Deus 2019 im Hospital Nacional Guido Valadares. Er wurde in Anwesenheit von Premierminister Taur Matan Ruak in Fatumaca beigesetzt.

## Ehrungen

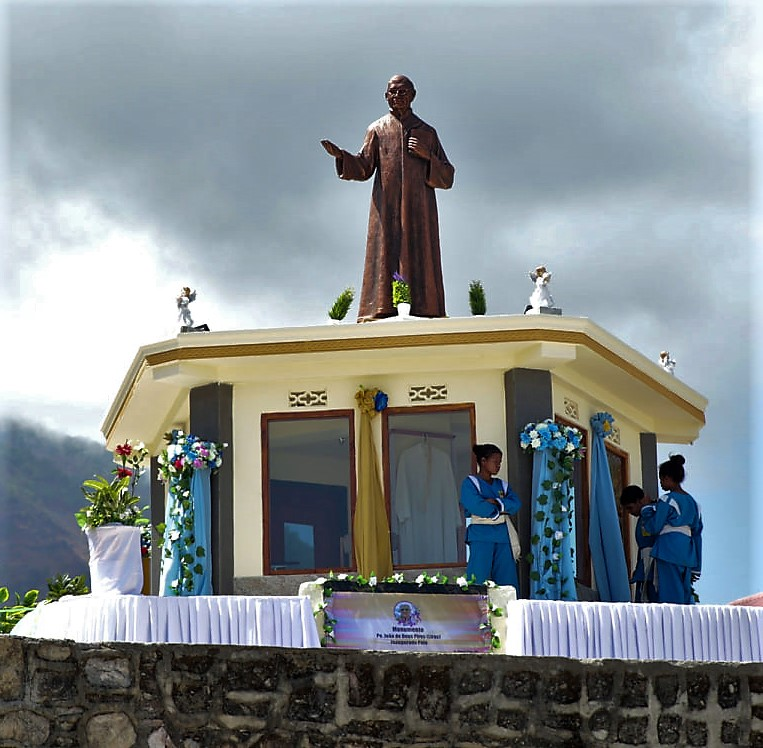
Das Denkmal in Quelicai (2020)

Am 20. Mai 2004 wurde João de Deus mit dem portugiesischen Orden für Verdienst und 2012 mit dem Ordem Dom Martinho Lopes ausgezeichnet. Posthum wurde ihm die Medaille des Ordem de Timor-Leste verliehen und am 3. Oktober 2020 ein Denkmal zu seinen Ehren neben der Kirche Santa Teresinha do Menino Jesus in Quelicai aufgestellt.